# Puksujärvi (Gällivare socken, Lappland, 744378-173049)
Puksujärvi är en sjö i Gällivare kommun i Lappland och ingår i Kalixälvens huvudavrinningsområde. Sjön har en area på 0,0768 kvadratkilometer och ligger 345 meter över havet. Sjön avvattnas av vattendraget Knöösinoja.

## Delavrinningsområde
Puksujärvi ingår i det delavrinningsområde (744303-173164) som SMHI kallar för Ovan None. Medelhöjden är 352 meter över havet och ytan är 11,15 kvadratkilometer. Det finns inga avrinningsområden uppströms utan avrinningsområdet är högsta punkten. Knöösinoja som avvattnar avrinningsområdet har biflödesordning 4, vilket innebär att vattnet flödar genom totalt 4 vattendrag innan det når havet efter 196 kilometer. Avrinningsområdet består mestadels av skog (92 procent). Avrinningsområdet har 0,07 kvadratkilometer vattenytor vilket ger det en sjöprocent på 0,7 procent.